# Olga Gudolle Cacciatore
Olga Gudolle Cacciatore (Itaqui, 1920 — ?) é uma educadora, museóloga e dicionarista brasileira. Foi professora de educação física em Porto Alegre, onde se formou em desenho e pintura no Instituto de Belas Artes. Posteriormente transferiu-se para o Rio de Janeiro, onde fez o Curso de Museus (Museus Históricos e Artísticos) no Museu Histórico Nacional. A partir de 1973, trabalhou como museóloga do Estado do Rio de Janeiro. Durante 20 anos atuou em três museus da FUNARJ: MATP – Museu de Artes e Tradições Populares, Museu Histórico de Niterói e Museu Carmen Miranda. Além de trabalhar na catalogação e conservação dos acervos dos três museus, desenvolveu pesquisas e atuou como curadora de inúmeras exposições.
Durante a realização de pesquisas para o MATP, sobre influências negras, interessou-se pelas religiões afro-brasileiras e aprofundou-se no assunto, do que resultou o Dicionário de Cultos Afro-brasileiros.
Recebeu, em 2006, o Prêmio Clio de História, concedido pela Academia Paulista da História, pela autoria do Dicionário Biográfico de Música Erudita Brasileira.